# マニシュトゥシュ
マニシュトゥシュ（Manishtushu、在位：紀元前23世紀頃?）は、古代メソポタミアのアッカド王朝の王。

## 来歴
サルゴンの息子として生まれ、弟（異説あり）の王リムシュが暗殺されるとその跡を継いでアッカド王となった。父サルゴンや息子ナラム・シンに比較して注目されることが少ない王であるが、彼も征服者として各地に遠征を行ったとされている。
即位に伴う反乱を鎮圧した後、彼は下の海（ペルシア湾）を船で超えて遠征を行い、またエラムへも遠征を行ったという。また北へ向かってアッシュール市やニネヴェ市にも痕跡を残した。後代のアッシリア王シャムシ・アダド1世の記録では、マニシュトゥシュはニネヴェの神殿を創建したとされている。
しかし、彼もリムシュと同じく粘土板で撲殺されるという方法で暗殺されたという。死後、息子のナラム・シンが跡を継いだ。